# Abdoulaye Traoré (Leichtathlet)
Abdoulaye Traoré (arabisch عبد الله تراوري; * 29. März 1959) ist ein ehemaliger malischer Sprinter.

## Sport
Traoré nahm an den Olympischen Sommerspielen 1984 in Los Angeles teil. Im Weitsprung und im Dreisprung schied er in den Vorausscheiden aus.